# Pałac Martinicki
Pałac Martinicki (czeski: Martinický palác) – budynek znajdujący się na ulicy Kanovnické, w Pradze. Główna fasada budynku wychodzi na Plac Hradczański. Budynek jest zaliczany do najpiękniejszych budowli renesansowych z XVI wieku w Pradze.